# 整風運動
整風運動（せいふううんどう、中: 整风运动、英: Rectification Movement）とは、1940年代に中国共産党が行った一種の反対派粛清運動。実施された地区を冠して「延安整風」とも言う。
当初は党の思想を正すものとして、肯定的に受け取られていた。特に教養階層には五四運動に代わる新思想として受け入れられた。最終的には、中国共産党による迫害同然の運動となった。運動は毛沢東の権力を背景に進められ、一般の中国人民も運動に加わるよう強制された。運動の過程で、1万人以上もの人民が殺害されたと言われる。

## 中国共産党側の主張
中国共産党によると、運動の目的はマルクス理論の実現にあり、1937年までの間にレーニン主義に賛同した数千人の人民が中国共産党に加わったという。次に、同じぐらい重要な要素として、ソビエト連邦やコミンテルンの政策や指令、及び経験主義に盲目的に従うことへの抵抗運動であるという。毛沢東は、決して人民に運動を強要したわけではなく、あくまでも「誤った考えを修正する」ことが目的だったと強調した。

## よく知られた事実に基づいた解説

長征の経路。中央上部の桃色部分が延安。

### 背景
1930年代の延安は、当時の中国国内の戦火から離れた場所にあった。中国西北部の僻地にあったため、どの軍事勢力も手が届かなかったためである。そのため、中国共産党は長征の終着地として延安を選んだ。延安は比較的平穏な地域として知られていたが、中国共産党の整風運動により事情は激変した。

### 整風運動
運動は1942年2月1日、毛沢東の次のスピーチから始った。「文化人の問題、われわれの立場の問題、それらの学習の問題を解決しなければならない。」(我以為有這様一些問題，即文芸工作者的立場問題，態度問題，工作対象問題，工作問題和学習問題。)この談話を収録した『整風文献』という書物が回覧された。そこには毛沢東の「自由主義との戦い」、劉少奇の「よき共産党員とは」といった談話が収録されている。中共中央党校の講演では、「党の活動方法と思想を改善しなければならない」と述べられた。また、「党の固定観念に対抗する」と題された講演で党の方針が明らかにされ、この講演に参加した数千人の党員から後の党幹部が選ばれている。
同年の7月と8月、中国共産党は「研究と分析」「党結束の改革」といった本を出版した。この運動は毛沢東が主導し、王稼祥が実務を担当した。この時点で中国共産党員は80万人であり、主要な政策はその中の150名が決定していた。

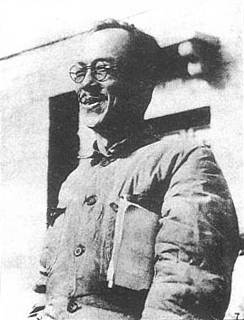
実行者の康生

運動で重要な役割を果たしたのは、秘密警察（共産党情報部長）の長官康生だった。古参幹部は自らの「誤り」を認めさせられ、党の歴史と主要決定の再学習をするよう命じられた。当時王明は党主要幹部の1人であったが、自らの「誤り」を認めるよう強制された 。彼は古い友人博古が江西で行った活動が「誤った左路線」だったとして批判するよう強要された。作家の王実味もこの運動の犠牲になったことで有名である。1943年には「救済活動」と呼ばれる懲罰が与えられた。彼らは自己批判させられ、他のメンバーを告発で「救済」するよう命じられた 。それはすぐに互いの告発合戦となり、多くの罪のない人々を死に追いやることとなった。整風運動は「党史の総括」と呼ばれる動きをもってようやく終結した。その時期は1944年あるいは1945年4月の2説がある。

## 最近の研究に基づく解説

### 背景
最近の中国国内外の研究により、この運動の詳細が明らかになっている。とりわけ南京大学歴史学教授の高華（Gao Hua）の著書『紅太陽是怎樣昇起的：延安整風運動的来龍去脈（How Did The Red Sun Rise: The Cause And Effect Of Zheng feng In Yan'an）』が重要である。これらの研究によると、整風運動の大部分は、毛沢東が中国共産党の最高指揮官であり独裁者である身分を獲得するために行われたことが明らかになっている。

### 毛沢東の実権掌握

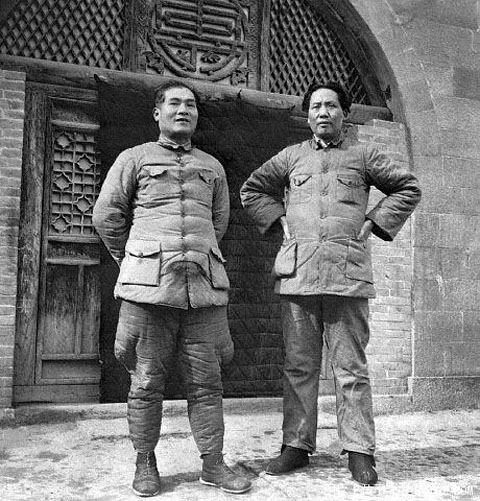
張国燾(左)と毛沢東

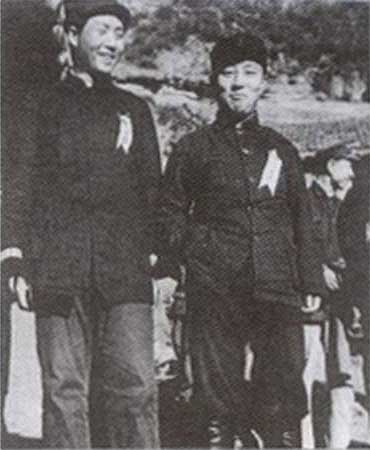
毛沢東と王明(右)

一般に毛沢東は1935年の遵義会議で主導権を握ったかのように言われてきたが、実情は必ずしもそうではなかった。同年、張国燾との権力争いに勝った段階においても、毛沢東は周恩来、王明、張聞天らと共に、中国共産党の主要幹部の1人にすぎなかった。毛沢東の農村におけるこれまでの活動は向忠発、張国燾、李立三らから批判を受けていた。また、周恩来、瞿秋白、さらに王明、張聞天、博古ら「28人のボリシェヴィキ(zh)」といった知識人達もまだまだ実力を持ち続けていた。なんといっても毛沢東には王明のようなソ連コミンテルンとのつながりがなかった。
遵義会議の後、毛沢東は王明、周恩来と共に「三人組」と呼ばれる軍幹部の組織を作った。毛沢東は、軍の統帥権を独占するため、さらに政治力を駆使した。毛沢東は林彪、彭徳懐といった江西以来の軍古参幹部を抱き込んで、海外生活が長く軍に人脈を持たなかった王明を孤立させることに成功した。一方、周恩来は長征以来健康を崩しており、軍を指導するほどの体力を持たなかった。また、張聞天は中国共産党の名目上の最高指導者だったが、革命家というより学者肌の人物であり、軍に対する影響力はほとんど持たなかった。毛沢東は張聞天の人の良さを利用して、中国共産党内での地位を少しずつ確立していった。そのため、毛沢東が紅軍（共産党軍）を率いて延安に入った1936年頃には、かつてとは比べ物にならない権力を握っていた。同じころ、中国共産党北部リーダーであった劉少奇は、過去の中国共産党の政策失敗を糾弾する大論争を巻き起こした。劉少奇の考えは毛沢東の将来構想と一致し、毛沢東は新たな味方を手に入れることになった。
それから間もなく、毛沢東は人脈を生かした政治力を駆使して、軍人の張国燾と「28人のボルシェビキ」のつながりを切り崩すことに成功した。1938年の第6回中央党大会で、毛沢東は党と軍両方の最高指導者に指名され、毛沢東の立場はやや合法化された。毛沢東は権力をさらに確実にするため、王明がモスクワに出張している隙を利用して、劉少奇とその部下である彭真、薄一波の協力を得て、「28人のボルシェビキ」から完全に権力を取り上げた。1941年の政治局の会議において、王明の失脚が確定した。

### 整風運動の開始
整風運動は、1942年から公式に開始された。毛沢東の権力はまだ確立されたものとはいえず、古参幹部に逆襲される恐れが無いとは言えなかった。そこで毛沢東は彼らの切り崩しを図り、毛沢東の考えを支持する者、支持しない者とをはっきりと区別することにした。毛沢東はまず、毛沢東が政治的にも思想的にも優れていることを認めさせた。次に、ライバルを２つに分類した。1つめは「独断主義」であり、王明と「28人のボルシェビキ」、そして劉伯承、左権、朱瑞などの海外留学組である。もう1つは「経験主義」の一群であり、周恩来、任弼時、彭徳懐、陳毅、李維漢、鄧発ら、かつての王明補佐組である。毛沢東はそれぞれのリーダーに互いを批判させ、さらに会議で自己批判するよう強要した。彼らは全員、仲間の告発と、自らの誤りに関する謝罪文を書かされた。これらの文書ははるか後に毛沢東が彼らを弾劾する材料となった。
毛沢東は元々、西洋の思想である正統派マルクス主義、レーニン主義を軽蔑していた。毛沢東はそれらを自らの信ずる実用主義で置き換えた。さらに毛沢東は、これら海外理論を奉ずる者に、独断論者というレッテルを貼った。これは、中国の革命運動を大きく逆戻りさせることになった。正統派マルクス主義とレーニン主義の否定は、理論的な理由からというよりも、単に毛沢東の好みと考えたほうがわかりやすい。
毛沢東は中央教育委員会（Central General Study Committee）に側近を送り込み、整風運動を担当させた。康生、李富春、彭真、高崗らであり、後に劉少奇が加わった。この構造は共産党政治局と事務局に引き継がれ、中国共産党の権力を増すため日々活動を行った。彼らも選挙などで権力が揺らぐことよりも、毛沢東に力を与えて党を権威主義的に運営するスタイルを好んだ。その結果、延安は毛沢東の帝国となり、毛沢東の独裁が決定的となった。

### 延安での粛清

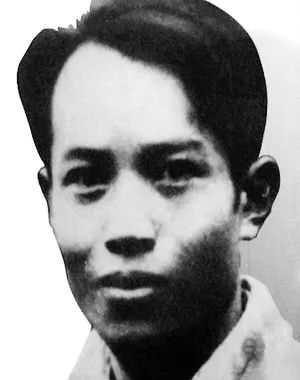
王実味
整風運動で粛清されたが1982年に名誉回復されている。

運動によって、張聞天、博古ら古参幹部の立場は微妙になった。そこで毛沢東は側近の陸定一を送り込み、陸定一に現在の中国共産党の支配体制の悪口を言わせた。古参幹部の中で中国共産党の新方針に不満を持つものがいないか炙りだすための作戦だった。古参幹部の何人かは、毛沢東が本当に批判を受け入れようとしていると考え、延安の体制の批判を行った。最も有名な批判は、民主主義と科学の主唱者王実味によるもので、延安の権威主義と官僚主義を率直に非難した。これは毛沢東の神経を逆なですることになった。王実味はトロツキストのレッテルを貼られ、中共中央社会部に逮捕された。王実味は1947年に処刑された。
彭真は中共中央党校でも整風運動を実施した。そこで多くの党員が自己批判を強要された。党中央学習委員会は、人々に党員の日常生活や演説がどのようなものか報告するよう命じた。これは、当時中国国民党支配地域から来た新顔達の思想を検閲するためであった。中央社会部は運動を推進し、1943年には大規模な迫害へと変わった。
康生、彭真、李克農はこの魔女狩りとも言うべき運動で存分に力を発揮した。告発により勾留されたものは数千人に及び、特に国民党支配地域から来た新メンバーは肉体的、精神的な拷問を受けた。拷問は本人だけでなく、彼らの家族や親類にまで及んだ。この拷問から逃れるためには、犯してもいない罪を自白する他なかったと言われる。